# Grand Prix Austrii 2020
Grand Prix Austrii 2020, oficjalnie Formula 1 Rolex Großer Preis von Österreich 2020 – pierwsza runda Mistrzostw Świata Formuły 1 w sezonie 2020. Grand Prix odbyło się w dniach 3–5 lipca 2020 na torze Red Bull Ring w Spielbergu. Wyścig po starcie z pole position wygrał kierowca Mercedesa, Valtteri Bottas, a na podium stanęli również Charles Leclerc (Ferrari) i Lando Norris (McLaren). Dla Brytyjczyka było to pierwsze podium w karierze, jednocześnie został trzecim najmłodszym zdobywcą podium, mając wówczas 20 lat, 7 miesięcy i 22 dni.

## Tło
Pierwotny kalendarz Formuły 1 na sezon 2020 zakładał organizację 22 eliminacji, w tym wyścigu o Grand Prix Austrii 5 Lipca. Jednakże w związku z pandemią COVID-19 znacznie przeprojektowano kalendarz, ale Grand Prix Austrii zorganizowano z pierwotną datą.

## Lista startowa
| Nr          | Kierowca           | Zespół                        | Samochód                           | Silnik                      | Opony |
| ----------- | ------------------ | ----------------------------- | ---------------------------------- | --------------------------- | ----- |
| 3           | Daniel Ricciardo   | Renault DP World F1 Team      | Renault R.S.20                     | Renault E-Tech 20 1,6 V6T   | P     |
| 4           | Lando Norris       | McLaren F1 Team               | McLaren MCL35                      | Renault E-Tech 20 1,6 V6T   | P     |
| 5           | Sebastian Vettel   | Scuderia Ferrari              | Ferrari SF1000                     | Ferrari 065 1,6 V6T         | P     |
| 6           | Nicholas Latifi    | Williams Racing               | Williams FW43                      | Mercedes-AMG F1 M11 1,6 V6T | P     |
| 7           | Kimi Räikkönen     | Alfa Romeo Racing ORLEN       | Alfa Romeo C39                     | Ferrari 065 1,6 V6T         | P     |
| 8           | Romain Grosjean    | Haas F1 Team                  | Haas VF-20                         | Ferrari 065 1,6 V6T         | P     |
| 10          | Pierre Gasly       | Scuderia AlphaTauri Honda     | AlphaTauri AT01                    | Honda RA620H 1,6 V6T        | P     |
| 11          | Sergio Pérez       | BWT Racing Point F1 Team      | Racing Point RP20                  | BWT Mercedes 1,6 V6T        | P     |
| 16          | Charles Leclerc    | Scuderia Ferrari              | Ferrari SF1000                     | Ferrari 065 1,6 V6T         | P     |
| 18          | Lance Stroll       | BWT Racing Point F1 Team      | Racing Point RP20                  | BWT Mercedes 1,6 V6T        | P     |
| 20          | Kevin Magnussen    | Haas F1 Team                  | Haas VF-20                         | Ferrari 065 1,6 V6T         | P     |
| 23          | Alexander Albon    | Aston Martin Red Bull Racing  | Red Bull RB16                      | Honda RA620H 1,6 V6T        | P     |
| 26          | Daniił Kwiat       | Scuderia AlphaTauri Honda     | AlphaTauri AT01                    | Honda RA620H 1,6 V6T        | P     |
| 31          | Esteban Ocon       | Renault DP World F1 Team      | Renault R.S.20                     | Renault E-Tech 20 1,6 V6T   | P     |
| 33          | Max Verstappen     | Aston Martin Red Bull Racing  | Red Bull RB16                      | Honda RA620H 1,6 V6T        | P     |
| 44          | Lewis Hamilton     | Mercedes-AMG Petronas F1 Team | Mercedes-AMG F1 W11 EQ Performance | Mercedes-AMG F1 M11 1,6 V6T | P     |
| 55          | Carlos Sainz Jr.   | McLaren F1 Team               | McLaren MCL35                      | Renault E-Tech 20 1,6 V6T   | P     |
| 63          | George Russell     | Williams Racing               | Williams FW43                      | Mercedes-AMG F1 M11 1,6 V6T | P     |
| 77          | Valtteri Bottas    | Mercedes-AMG Petronas F1 Team | Mercedes-AMG F1 W11 EQ Performance | Mercedes-AMG F1 M11 1,6 V6T | P     |
| 99          | Antonio Giovinazzi | Alfa Romeo Racing ORLEN       | Alfa Romeo C39                     | Ferrari 065 1,6 V6T         | P     |
| Źródło: FIA |                    |                               |                                    |                             |       |

## Wyniki

### Zwycięzcy sesji treningowych
| Sesja       | Nr | Kierowca       | Konstruktor | Czas     | Okr. |
| ----------- | -- | -------------- | ----------- | -------- | ---- |
| 1           | 44 | Lewis Hamilton | Mercedes    | 1:04,816 | 42   |
| 2           | 44 | Lewis Hamilton | Mercedes    | 1:04,304 | 42   |
| 3           | 44 | Lewis Hamilton | Mercedes    | 1:04,130 | 21   |
| Źródło: FIA |    |                |             |          |      |

### Kwalifikacje
| P                    | Nr | Kierowca           | Konstruktor               | Czasy w kwalifikacjach | Czasy w kwalifikacjach | Czasy w kwalifikacjach | Poz. s. |
| P                    | Nr | Kierowca           | Konstruktor               | Q1                     | Q2                     | Q3                     | Poz. s. |
| -------------------- | -- | ------------------ | ------------------------- | ---------------------- | ---------------------- | ---------------------- | ------- |
| 1                    | 77 | Valtteri Bottas    | Mercedes                  | 1:04,111               | 1:03,015               | 1:02,939               | 1       |
| 2                    | 44 | Lewis Hamilton     | Mercedes                  | 1:04,198               | 1:03,096               | 1:02,951               | 5       |
| 3                    | 33 | Max Verstappen     | Red Bull Racing-Honda     | 1:04,024               | 1:04,000               | 1:03,477               | 2       |
| 4                    | 4  | Lando Norris       | McLaren-Renault           | 1:04,606               | 1:03,819               | 1:03,626               | 3       |
| 5                    | 23 | Alexander Albon    | Red Bull Racing-Honda     | 1:04,661               | 1:03,746               | 1:03,868               | 4       |
| 6                    | 11 | Sergio Pérez       | Racing Point-BWT Mercedes | 1:04,543               | 1:03,860               | 1:03,868               | 6       |
| 7                    | 16 | Charles Leclerc    | Ferrari                   | 1:04,500               | 1:04,041               | 1:03,923               | 7       |
| 8                    | 55 | Carlos Sainz Jr.   | McLaren-Renault           | 1:04,537               | 1:03,971               | 1:03,971               | 8       |
| 9                    | 18 | Lance Stroll       | Racing Point-BWT Mercedes | 1:04,309               | 1:03,955               | 1:04,029               | 9       |
| 10                   | 3  | Daniel Ricciardo   | Renault                   | 1:04,556               | 1:04,023               | 1:04,239               | 10      |
| 11                   | 5  | Sebastian Vettel   | Ferrari                   | 1:04.554               | 1:04,206               |                        | 11      |
| 12                   | 10 | Pierre Gasly       | AlphaTauri-Honda          | 1:04,603               | 1:04,305               |                        | 12      |
| 13                   | 26 | Daniił Kwiat       | AlphaTauri-Honda          | 1:05,031               | 1:04,431               |                        | 13      |
| 14                   | 31 | Esteban Ocon       | Renault                   | 1:04,993               | 1:04,643               |                        | 14      |
| 15                   | 8  | Romain Grosjean    | Haas-Ferrari              | 1:05,094               | 1:04,691               |                        | 15      |
| 16                   | 20 | Kevin Magnussen    | Haas-Ferrari              | 1:05,164               |                        |                        | 16      |
| 17                   | 63 | George Russell     | Williams-Mercedes         | 1:05,167               |                        |                        | 17      |
| 18                   | 99 | Antonio Giovinazzi | Alfa Romeo-Ferrari        | 1:05,175               |                        |                        | 18      |
| 19                   | 7  | Kimi Räikkönen     | Alfa Romeo-Ferrari        | 1:05,224               |                        |                        | 19      |
| 20                   | 6  | Nicholas Latifi    | Williams-Mercedes         | 1:05,737               |                        |                        | 20      |
| 107% czasu: 1:08,505 |    |                    |                           |                        |                        |                        |         |
| Źródło: FIA          |    |                    |                           |                        |                        |                        |         |

Uwagi
1. ↑  Lewis Hamilton otrzymał karę cofnięcia o 3 pozycje za niespowolnienie podczas żółtych flag[9].
2. 1 2  Alexander Albon i Sergio Pérez ustanowili identyczne czasy, ale wyżej sklasyfikowany został Albon, ponieważ ustanowił ten czas jako pierwszy.

### Wyścig
| P           | Nr | Kierowca           | Konstruktor               | Okr. | Czas                  | Start | +/–       | Punkty |
| ----------- | -- | ------------------ | ------------------------- | ---- | --------------------- | ----- | --------- | ------ |
| 1           | 77 | Valtteri Bottas    | Mercedes                  | 71   | 1:30:55,739           | 1     | Bez zmian | 25     |
| 2           | 16 | Charles Leclerc    | Ferrari                   | 71   | +2,700                | 7     | 5         | 18     |
| 3           | 4  | Lando Norris       | McLaren-Renault           | 71   | +5,491                | 3     | Bez zmian | 15+1   |
| 4           | 44 | Lewis Hamilton     | Mercedes                  | 71   | +5,689                | 5     | 1         | 12     |
| 5           | 55 | Carlos Sainz Jr.   | McLaren-Renault           | 71   | +8,903                | 8     | Bez zmian | 10     |
| 6           | 27 | Sergio Pérez       | Racing Point-BWT Mercedes | 71   | +15,092               | 6     | Bez zmian | 8      |
| 7           | 10 | Pierre Gasly       | AlphaTauri-Honda          | 71   | +16,682               | 12    | 5         | 6      |
| 8           | 31 | Esteban Ocon       | Renault                   | 71   | +17,456               | 14    | 6         | 4      |
| 9           | 99 | Antonio Giovinazzi | Alfa Romeo-Ferrari        | 71   | +21,146               | 18    | 9         | 2      |
| 10          | 5  | Sebastian Vettel   | Ferrari                   | 71   | +24,545               | 11    | 1         | 1      |
| 11          | 6  | Nicholas Latifi    | Williams-Mercedes         | 71   | +31,650               | 20    | 9         |        |
| 12          | 26 | Daniił Kwiat       | AlphaTauri-Honda          | 69   | NU (zawieszenie)      | 13    | 1         |        |
| 13          | 23 | Alexander Albon    | Red Bull Racing-Honda     | 67   | NU (elektonika)       | 4     | 9         |        |
| NS          | 7  | Kimi Räikkönen     | Alfa Romeo-Ferrari        | 53   | NU (koło)             | 19    |           |        |
| NS          | 63 | George Russell     | Williams-Mercedes         | 49   | NU (ciśnienie paliwa) | 17    |           |        |
| NS          | 8  | Romain Grosjean    | Haas-Ferrari              | 49   | NU (hamulce)          | 15    |           |        |
| NS          | 20 | Kevin Magnussen    | Haas-Ferrari              | 24   | NU (hamulce)          | 16    |           |        |
| NS          | 18 | Lance Stroll       | Racing Point-BWT Mercedes | 20   | NU (silnik)           | 9     |           |        |
| NS          | 3  | Daniel Ricciardo   | Renault                   | 17   | NU (przegrzanie)      | 10    |           |        |
| NS          | 33 | Max Verstappen     | Red Bull Racing-Honda     | 11   | NU (elektronika)      | 2     |           |        |
| Źródło: FIA |    |                    |                           |      |                       |       |           |        |

Uwagi
1. ↑  Dodatkowy 1 punkt jest przyznawany kierowcy, który ustanowił najszybsze okrążenie w wyścigu, pod warunkiem, że ukończył wyścig w pierwszej 10.
2. ↑  Lewis Hamilton ukończył wyścig na drugim miejscu, ale otrzymał karę 5 sekund doliczonych do uzyskanego czasu za spowodowanie kolizji z Alexandrem Albonem[12].
3. ↑  Sergio Pérez otrzymał karę 5 sekund doliczonych do uzyskanego czasu za przekroczenie prędkości w alei serwisowej, ale nie wpłynęło to na jego pozycję końcową[13].
4. 1 2  Daniił Kwiat oraz Alexander Albon zostali sklasyfikowani, ponieważ przejechali 90% dystansu wyścigu.

### Najszybsze okrążenie
| Nr          | Kierowca     | Konstruktor | Czas     | Okr. |
| ----------- | ------------ | ----------- | -------- | ---- |
| 4           | Lando Norris | McLaren     | 1:07,475 | 71   |
| Źródło: FIA |              |             |          |      |

### Prowadzenie w wyścigu
| Nr                              | Kierowca        | Konstruktor | Okrążenia | Suma |
| ------------------------------- | --------------- | ----------- | --------- | ---- |
| 77                              | Valtteri Bottas | Mercedes    | 1-71      | 71   |
| \| Wykres \| \| ------ \| \| \| |                 |             |           |      |
| Źródło: FIA                     |                 |             |           |      |
| Wykres                          |                 |             |           |      |
|                                 |                 |             |           |      |

## Klasyfikacja po wyścigu

### Kierowcy
Źródło: FIA
| P                 | +/− | Kierowca           | Starty | Punkty | P1 | P2 | P3 | PP | NO | NS |
| ----------------- | --- | ------------------ | ------ | ------ | -- | -- | -- | -- | -- | -- |
| 1                 | N   | Valtteri Bottas    | 1      | 25     | 1  | –  | –  | 1  | –  | –  |
| 2                 | N   | Charles Leclerc    | 1      | 18     | –  | 1  | –  | –  | –  | –  |
| 3                 | N   | Lando Norris       | 1      | 16     | –  | –  | 1  | –  | 1  | –  |
| 4                 | N   | Lewis Hamilton     | 1      | 12     | –  | –  | –  | –  | –  | –  |
| 5                 | N   | Carlos Sainz Jr.   | 1      | 10     | –  | –  | –  | –  | –  | –  |
| 6                 | N   | Sergio Pérez       | 1      | 8      | –  | –  | –  | –  | –  | –  |
| 7                 | N   | Pierre Gasly       | 1      | 6      | –  | –  | –  | –  | –  | –  |
| 8                 | N   | Esteban Ocon       | 1      | 4      | –  | –  | –  | –  | –  | –  |
| 9                 | N   | Antonio Giovinazzi | 1      | 2      | –  | –  | –  | –  | –  | –  |
| 10                | N   | Sebastian Vettel   | 1      | 1      | –  | –  | –  | –  | –  | –  |
| 11                | N   | Nicholas Latifi    | 1      | 0      | –  | –  | –  | –  | –  | –  |
| 12                | N   | Daniił Kwiat       | 1      | 0      | –  | –  | –  | –  | –  | –  |
| 13                | N   | Alexander Albon    | 1      | 0      | –  | –  | –  | –  | –  | –  |
| Niesklasyfikowani |     |                    |        |        |    |    |    |    |    |    |
| –                 |     | Kimi Räikkönen     | 1      | –      | –  | –  | –  | –  | –  | 1  |
| –                 |     | George Russell     | 1      | –      | –  | –  | –  | –  | –  | 1  |
| –                 |     | Romain Grosjean    | 1      | –      | –  | –  | –  | –  | –  | 1  |
| –                 |     | Kevin Magnussen    | 1      | –      | –  | –  | –  | –  | –  | 1  |
| –                 |     | Lance Stroll       | 1      | –      | –  | –  | –  | –  | –  | 1  |
| –                 |     | Daniel Ricciardo   | 1      | –      | –  | –  | –  | –  | –  | 1  |
| –                 |     | Max Verstappen     | 1      | –      | –  | –  | –  | –  | –  | 1  |
| P                 | +/− | Kierowca           | Starty | Punkty | P1 | P2 | P3 | PP | NO | NS |

### Konstruktorzy
Źródło: FIA
| P                 | +/− | Konstruktor               | Starty | Punkty | P1 | P2 | P3 | PP | NO | NS |
| ----------------- | --- | ------------------------- | ------ | ------ | -- | -- | -- | -- | -- | -- |
| 1                 | N   | Mercedes                  | 2      | 37     | 1  | –  | –  | 1  | –  | –  |
| 2                 | N   | McLaren-Renault           | 2      | 26     | –  | –  | 1  | –  | 1  | –  |
| 3                 | N   | Ferrari                   | 2      | 19     | –  | 1  | –  | –  | –  | –  |
| 4                 | N   | Racing Point-BWT Mercedes | 2      | 8      | –  | –  | –  | –  | –  | 1  |
| 5                 | N   | Scuderia AlphaTauri-Honda | 2      | 6      | –  | –  | –  | –  | –  | –  |
| 6                 | N   | Renault                   | 2      | 4      | –  | –  | –  | –  | –  | 1  |
| 7                 | N   | Alfa Romeo Racing-Ferrari | 2      | 2      | –  | –  | –  | –  | –  | 1  |
| 8                 | N   | Williams-Mercedes         | 2      | 0      | –  | –  | –  | –  | –  | 1  |
| 9                 | N   | Red Bull Racing-Honda     | 2      | 0      | –  | –  | –  | –  | –  | 1  |
| Niesklasyfikowani |     |                           |        |        |    |    |    |    |    |    |
| –                 |     | Haas-Ferrari              | 2      | –      | –  | –  | –  | –  | –  | 2  |
| P                 | +/− | Konstruktor               | Starty | Punkty | P1 | P2 | P3 | PP | NO | NS |